# Shen Yun Performing Arts
 (mars 2024).
Shen Yun Performing Arts (chinois traditionnel : 神韻藝術團 ; pinyin : Shényùn yìshù tuán, littéralement «groupe artistique du charme divin»), anciennement connue sous le nom Divine Performing Arts, est une compagnie d’arts de la scène et de divertissement basée à New York, appartenant au mouvement Falun Gong, un mouvement spirituel parfois présenté comme sectaire, en partie financé par les recettes de ces spectacles. Le groupe est également promu par The Epoch Times, un média d'extrême droite affilié au Falun Gong.
La compagnie produit des spectacles de danse classique chinoise, de danses ethniques et folkloriques, ainsi que des danses traditionnelles et narratives, dont certains tableaux promeuvent l'idéologie du Falun Gong,,.
Des accusations de mauvais traitements à l'égard des artistes, dont certains mineurs, sont étudiées par les autorités américaines,.

## Création
Shen Yun Performing Arts a été fondée en 2006 en Amérique du Nord avec le but de faire revivre « l’essence de 5 000 ans de culture chinoise ». Lors de sa création, la compagnie était composée de 90 artistes comprenant danseurs, musiciens, solistes et personnel de production, puisant leur inspiration dans le Falun Gong. Depuis, Shen Yun s'est agrandie et compte actuellement plusieurs compagnies distinctes, composées chacune d'environ 80 artistes. Les artistes et le personnel de production sont formés à l'Académie des arts Fei Tian, à Cuddebackville, près de New York.
La compagnie explique que son spectacle s'appuie sur un travail de recherches historiques et des références qui sont actuellement absentes des arts présentés en Chine contemporaine.

## Lien avec le Falun Gong
Shen Yun a été fondée en 2006 en Amérique du Nord par des pratiquants de Falun Gong,. Aussi, et sans que les spectateurs ne soient nécessairement prévenus,, Shen Yun Performing Art est produit par New Tang Dynasty Television et compte sur des médias affiliés au Falun Gong, notamment Epoch Times, pour sa promotion. Reprenant à travers la danse et le chant la vision sur la Chine du Falun Gong, chaque spectacle est présenté par l'association locale de Falun Gong et un tableau est réservé à la répression du mouvement. Plus généralement, le mouvement est représenté comme salvateur et s'opposant au communisme et au modernisme,. Les autorités chinoises dénoncent les représentations dans le cadre de leur politique d'opposition au Falun Gong, en mobilisant notamment les ambassades de Chine dans les villes traversées par les troupes pour tenter d'interdire les spectacles.
Malgré une tournée touchant les cinq continents, Shen Yun ne s’est jamais produit en Chine continentale. Des représentants de Shen Yun soutiennent que l'opposition du gouvernement chinois au spectacle provient des représentations de l’oppression actuelle ayant cours en Chine, car un ou deux tableaux parlent notamment de la persécution du Falun Gong. Les membres de haut rang du Parti communiste chinois ont également exprimé leur inquiétude parce que les troupes artistiques chinoises financées par l'État ont été incapables de rivaliser avec la popularité de Shen Yun à l'échelle internationale. Les autorités chinoises mobilisent notamment les ambassades et les consulats de Chine dans les villes traversées par les artistes de la compagnie pour mettre sous pression la direction des théâtres et tenter d'interdire les spectacles. Les diplomates chinois ont également envoyé des lettres aux élus locaux, les exhortant à ne pas assister ou soutenir le spectacle, déclarant qu'il vise à salir l'image de la Chine. Shen Yun avait programmé de se rendre à Hong Kong en janvier 2010, mais le spectacle a été annulé après une décision controversée du gouvernement de Hong Kong de refuser des visas d'entrée à l'équipe de production de Shen Yun.
En France, Shen Yun recourt massivement à des affichages publicitaires dans les transports en commun ou aux abords des routes, ainsi que sur les réseaux sociaux tout en refusant les interviews ou contacts avec les médias. Le spectacle utilise également des citations de célébrités et des témoignages de spectateurs pour faire sa publicité. Le journal Libération rapproche ces méthodes de celles du mouvement sectaire de la scientologie. Des prospectus faisant la promotion du Falun Gong sont proposés aux spectateurs des spectacles de la compagnie Shen Yun.

## Accusations d'exploitation et de mauvais traitements
En 2024, de nombreux médias ont rapporté que Shen Yun maltraitait et exploitait ses danseurs,. Une enquête du New York Times, en 2024, a allégué que Shen Yun décourageait régulièrement les artistes de consulter un médecin pour des blessures et imposait des horaires de répétition et de tournée exténuants par le biais de violences et de manipulations psychologiques. Le journal rapporte que Shen Yun recrute des danseurs et des musiciens mineurs pour travailler de longues heures avec un faible salaire. Evan Glickman, un percussionniste qui a voyagé avec Shen Yun pendant 2 ans, a déclaré que les deux tiers des musiciens étaient des étudiants et que « cet endroit ne fonctionnerait pas s'ils devaient payer de vrais musiciens, comme le font toutes les autres organisations du pays. » Un violoniste, Eugene Liu, a commencé à travailler pour Shen Yun à 15 ans et est resté avec le groupe pendant 2 ans, mais n'a jamais gagné plus de 300 $ par mois malgré avoir travaillé sur plus de 200 spectacles.
Les danseurs hésiteraient souvent à consulter un médecin lorsqu'ils sont blessés ou malades, car les pratiquants du Falun Gong croient qu'une véritable adhésion à leurs principes peut permettre aux individus de surmonter une maladie ou une blessure sans intervention extérieure. Li Hongzhi, qui a fondé Falun Gong, a joué un rôle important dans la création de Shen Yun et a encouragé les danseurs à s'engager dans la méditation comme moyen de traiter les blessures, suggérant que ces problèmes physiques provenaient de déséquilibres spirituels. En conséquence, certains danseurs ont continué à se produire malgré des blessures telles que des rotules disloquées et des chevilles foulées. De plus, les dirigeants de Shen Yun auraient averti les danseurs que quitter l'organisation pourrait entraîner de graves conséquences. Sept anciens danseurs ont raconté avoir été informés que s'ils choisissaient de démissionner de Shen Yun, ils devraient rembourser les frais associés à leur éducation, leur logement et leurs frais de subsistance financés par des bourses complètes, ce qui pourrait s'élever à des centaines de milliers de dollars. Ils ont cependant noté qu'il n'y avait pas eu de suivi de ces demandes de remboursement.
Sur son site Internet, Shen Yun a déclaré que 85 % de ses artistes sont des adultes et que les étudiants artistes reçoivent des bourses d'une valeur de 50 000 $ par an pour fréquenter des écoles affiliées à Shen Yun qui sont enregistrées auprès du Département de l'éducation de l'État de New York ou accréditées par la Commission de l'enseignement supérieur de la Nouvelle-Angleterre.
En novembre 2024, le Département du travail de l'État de New York a ouvert une enquête sur Shen Yun à la suite de l'enquête du New York Times. Le même mois, un ancien danseur de Shen Yun a poursuivi le groupe, Li et d'autres accusés, alléguant que Shen Yun soumet les enfants qui travaillent pour elle à des conditions difficiles, notamment en travaillant de longues heures avec un faible salaire.

## Contenu
Chaque année, Shen Yun produit un nouveau spectacle d’une durée de 2 h 30 comprenant une vingtaine de scènes de danse classique et ethnique chinoise, ainsi que des musiciens solistes et des chants lyriques,. Avant chaque acte, la représentation est présentée en chinois et dans la langue locale,.

### Danse classique chinoise
En Chine, les danses sont depuis des millénaires considérées comme un moyen de vénération et de connexion avec le divin. La danse classique chinoise est un système de danse complet transmis depuis des milliers d’années et reconnaissable par son utilisation d’acrobaties, de postures et de techniques sophistiquées.
D’après le site officiel de Shen Yun, les spectacles s'inspirent de ces aspects et présentent des histoires et des légendes de la culture chinoise, telles que la légende de Mulan, Voyage vers l’Ouest, ou les Brigands du Marais. En plus de la danse classique chinoise, Shen Yun s’inspire de l’esprit de diverses dynasties et ethnies telles que les Yi, Miao, Qiang ou la danse mongole. D’autres scènes symbolisent des célébrations, comme la fête des lanternes, la fête de la Lune, la récolte des champs ou les batailles célèbres. Certains numéros font référence à l’histoire contemporaine de la Chine.
Shen Yun décrit la danse classique chinoise comme comprenant trois composantes clés : la forme, la technique, et l’allure ou posture (yun). La forme comprend l’expression subtile des mouvements et des postures qui font de la danse chinoise ce qu’elle est. La technique regroupe les techniques physiques de sauts et de figures de gymnastiques. Et finalement, l’allure est décrite par les artistes de la compagnie comme étant une référence à « l’esprit intérieur », quelque chose se rapprochant de l’ADN culturel ou la particularité ethnique. Elle se reflète dans la grâce particulière des mouvements et postures adoptées, et permet au danseur de partager ses émotions.
Puisque l’allure (yun) de la danse classique est en relation avec la culture de la société, une partie de ce qui distingue l’allure chinoise a été « perdue » depuis les changements culturels effectués lors de la révolution culturelle de Mao, selon la chorégraphe de Shen Yun, Vina Lee.

### Musique
Le spectacle Shen Yun est accompagné d’un orchestre philharmonique occidental qui intègre plusieurs instruments traditionnels chinois tels que le pipa, la suona, le dizi, le guzheng, le erhu, ainsi qu’une variété d’instruments à percussion chinois,. Il comprend également des performances solos d’instruments chinois.

### Costumes et décors
Les costumes des danseurs varient d'une scène à l'autre, représentant différentes ethnies, des soldats, ou des personnages de récits classiques. Ils sont souvent accompagnés d'accessoires, tels que des mouchoirs colorés, des éventails, des tambours, des baguettes ou encore d’écharpes en soie,.
À l'arrière-plan, les décors numériques représentent généralement des paysages (prairies et montagnes), des cours impériales, d'anciens villages ou des temples,. Certains décors contiennent des éléments en mouvement qui s’intègrent à la narration du spectacle.

## Tournées
La première tournée de la compagnie a eu lieu en 2007. Au début, les spectacles étaient intitulés Chinese Spectacular, Holiday Wonders, Chinese New Year Splendor ou Divine Performing Arts, pour finalement prendre le nom de Shen Yun. Au cours de cette première saison 2007, la compagnie Shen Yun Performing Arts s’est produite trente-deux fois sur scène, et a été vue par environ 200 000 personnes.
Shen Yun s’est agrandi et compte actuellement plusieurs compagnies qui se produisent dans plus de 130 villes à travers le monde.
Dès la fin 2010, d’après le New York Times, environ un million de spectateurs ont assisté aux représentations de la compagnie.